# 山梨県道216号万力小屋敷線

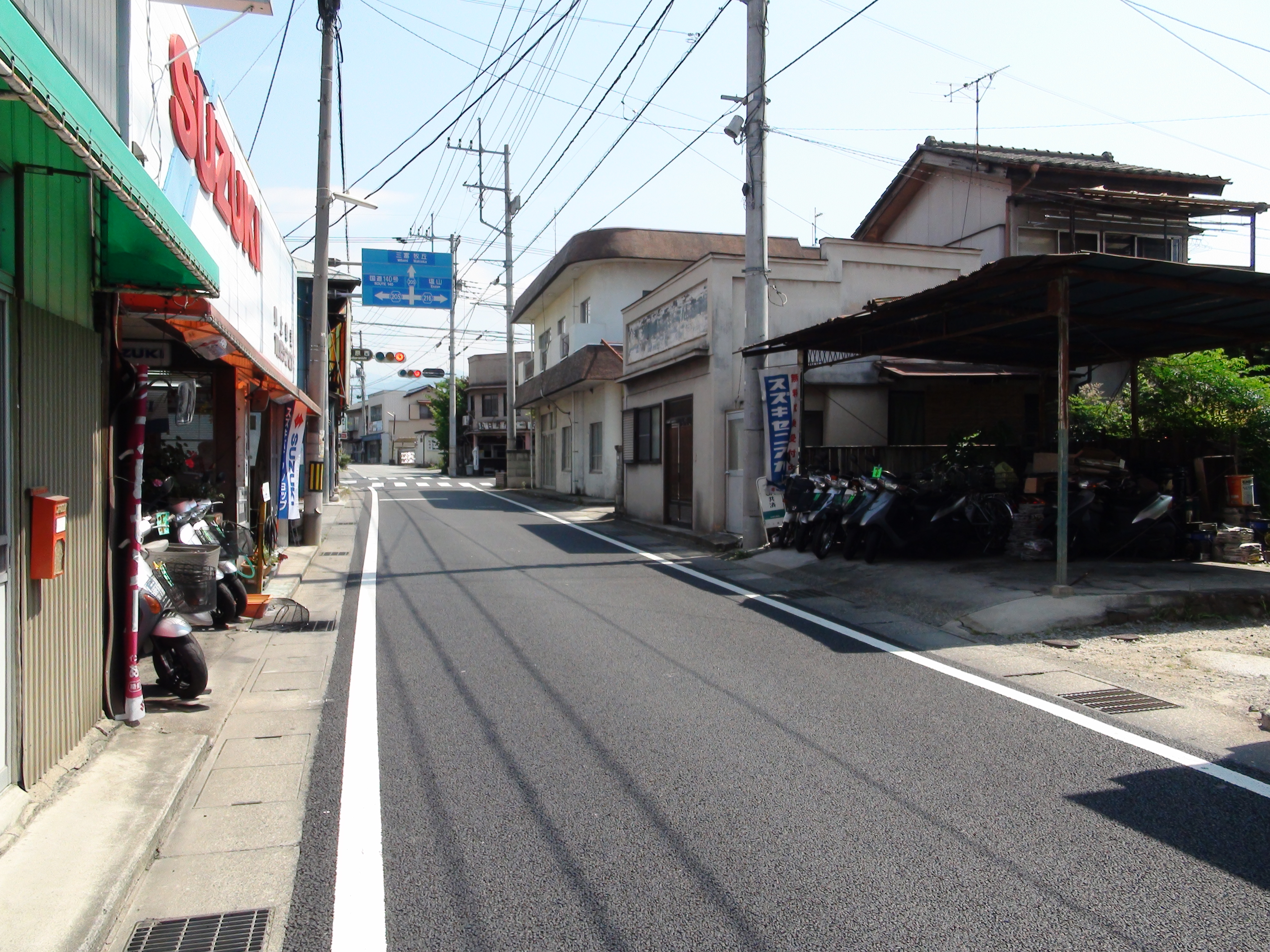
山梨市小原西交差点付近（2012年6月撮影）

山梨県道216号万力小屋敷線（やまなしけんどう216ごう まんりきこやしきせん）は、山梨県山梨市と甲州市を結ぶ一般県道である。

## 概要

### 路線データ
- 起点：山梨県山梨市万力（西関東道路入口交差点＝国道140号交点）
- 終点：山梨県甲州市塩山上於曽（菅田神社前交差点＝山梨県道38号塩山勝沼線交点）

## 通過する自治体
- 山梨県
  - 山梨市 - 甲州市

## 交差・接続する道路
- 国道140号（山梨市万力・西関東道路入口交差点）
- 山梨県道202号山梨市停車場線（山梨市上神内川・山梨市駅前）
- 山梨県道205号三日市場南線（山梨市小原西・小原西交差点）
- 山梨県道204号休息山梨線（山梨市小原東）
- 塩山バイパス（甲州市塩山・青橋交差点）
- 山梨県道38号塩山勝沼線（甲州市塩山上於曽・菅田神社前交差点）

## 周辺
- 万力公園
- 山梨市駅
- 山梨消防署
- 東山梨駅
- 山梨市立日下部小学校
- 山梨下井尻郵便局
- 東山梨合同庁舎
- 甲州市中央公民館
- 甲州市立塩山南小学校